# أنطونيو إسباراغوزا
أنطونيو إسباراغوزا (بالإسبانية: Antonio Esparragoza)‏ (مواليد 2 سبتمبر 1959) هو ملاكم فنزويلي، مثّل بلاده في الألعاب الأولمبية الصيفية 1980.

## روابط خارجية
أنطونيو إسباراغوزا على موقع بوكس ريك (الإنجليزية) (registration required)
- أنطونيو إسباراغوزا على موقع أوليمبيديا (الإنجليزية)